# Huies Predigt
Huies Predigt (alemany: El sermó de Huie) és un pel·lícula documental del 1981 feta per a televisió per Werner Herzog. Consisteix gairebé íntegrament en un sermó pronunciat per Huie Rogers de l'Església Bíblica de Nostre Senyor Jesucrist a Brooklyn.

## Argument
La pel·lícula consisteix gairebé íntegrament en un sermó de Huie Rogers, pastor de la pentecostal Església Bíblica de Nostre Senyor Jesucrist a Brooklyn. Tema del sermó: "Déu té el control". Rogers ataca els mals de la societat moderna, especialment l'orgull de les persones que s'imaginen iguals a Déu. Tanmateix, segons el pastor, la gent només és capaç de destruir, però no de crear; Herzog utilitza una de les frases característiques com a epíleg: "Si una persona hagués de fer alguna cosa amb el Sol, no sortiria l'endemà al matí". Huie pronuncia el seu sermó amb una veu cantada o crida furiós les seves màximes, aconseguint així una resposta emocional dels visitants de l'església.